# 金奉斗
金 奉斗（キム・ボンドゥ、朝鮮語: 김봉두、1903年または1906年4月8日 - 1972年7月22日または9月22日）は、大韓民国の実業家、政治家。制憲韓国国会議員。

## 経歴
全北長水またはソウル出身。明治大学法学部卒。長水郡で輸出糧穀の搗精業と肥料販売業を営んだほか、株式会社三重社重役、大韓土建株式会社・大地産業株式会社・大地土建株式会社社長、韓国民主党中央常務委員、無所属の制憲国会議員を務めた。1954年の第3代総選挙、1958年の第4代総選挙と1960年の第5代総選挙（参議員）にも出馬し、政界引退後は貞陵山荘を開墾して農業を営んだ。
1972年7月22日、長水郡渓内面の自宅で持病により死去。享年67。